# Francisco Serrano (poète)
Pour les articles homonymes, voir Serrano et Francisco Serrano.
Francisco Serrano, né le 27 juin 1949 à Mexico, est un poète et écrivain mexicain. Parmi ces nombreuses œuvres de poésie on trouve aussi des livrets d’opéra et des publications en collaboration avec des peintres. Durant plus d’une décennie il a participé activement à une variété d’initiatives culturelles introduites par le gouvernement mexicain. 

## Biographie
Serrano a commencé son éducation au collège Madrid de sa ville natale. Par après il a étudié les sciences politiques et le cinéma à l’Université nationale autonome du Mexique et la littérature française à la Sorbonne à Paris. Il fut boursier pour la poésie du Centro Mexicano de Escritores et du Sistema Nacional de Creadores de Arte.
Durant plusieurs années, il participa aux affaires culturelles de son pays natal. Parmi ses nominations et fonctions au cours des ans, il fut le Coordinateur du directorat des publications et bibliothèques pour le ministère de l’Éducation. II fut également directeur des relations internationales de l’Institut national des Beaux-Arts et conseiller en chef auprès du secrétariat pour la coopération internationale du Ministère des Affaires Étrangères, auprès du sous-secrétariat de la Coopération internationale ainsi qu’auprès du secrétariat des Relations extérieures, du Conseil national pour la culture et les arts et de l'Institut national d'anthropologie et d'histoire. Pendant plusieurs années, il a dirigé la revue Mexico en el Arte. Il était un collaborateur actif de différentes publications tel que Casa del Tiempo, du quotidien El Nacional, La Jornada Semanal et El Universal parmi d’autres,.
En 1971, il publie son premier livre, Canciones egipcias. Disciple d'Octavio Paz, Serrano expérimente en utilisant les processus aléatoires dans la composition poétique. En 1980, il a participé avec le peintre Arnaldo Coen et le compositeur Mario Lavista dans la création de Mutaciones, Jaula, In/cubaciones, une œuvre qui allie design, musique et poésie et a été conçue comme un hommage au compositeur américain John Cage. En 1982, Serrano a publié Libro de hexaedros, série de 64 poèmes qui réinterprètent et synthétisent les images et les processus décrits dans les hexagrammes du I Ching, et qui servit de base pour la création de la pièce de poésie stochastique El cubo de los cambios réalisée en collaboration avec le même Arnaldo Coen.
Il a aussi pérégriné dans la poésie visuelle et dans le théâtre. Il est l'auteur des poèmes dramatiques de La rosa de Ariadna, utilisée comme livret pour l'opéra homonyme du compositeur italien Gualtiero Dazzi, créé au festival Musica à Strasbourg, en France en 1995 et de En susurros los muertos, théâtre musical, présenté également avec G. Dazzi, au festival Música y Escena à Mexico en 2005. 
Il est coauteur de plusieurs livres d’art avec les peintres mexicains Manuel Felguérez, Vicente Rojo, Gabriel Macotela et Roberto Cortázar. Il a publié treize livres de poésie entre autres No es sino el azar (1984), Confianza en la materia (1997), Música de la lengua (1999), Aquí es ninguna parte (2000), Prosa del Popocatépetl (2005) et Cuenta de mis muertos (2006). Ses poèmes ont été traduits en anglais, français, portugais, italien, allemand, flamand, suédois et japonais. Il est l'auteur de plusieurs anthologies de la poésie mexicaine et d'Amérique latine et de livres pour enfants. Il a enrichi la langue espagnole avec la poésie des troubadours provençaux, des Carmina Burana, du Livre de Job et de diverses œuvres de poètes principalement français et anglais. Ces traductions sont colligées dans le volume intitulé Movimiento de traslación. Francisco Serrano vit et travaille à Mexico.

## Œuvres

### Poésie
• Canciones egipcias (1979)
• Poema del fino amor (1981)
• Libro de hexaedros (1982)
• No es sino el azar (1984)
• Alicuanta (1984)
• La rosa de Ariadna (1992)
• Música de la lengua (1999)
• Confianza en la materia (1997)
• Aquí es ninguna parte (2000)
• Al raso (2000)
• Poemas (1969-2000) (2003)
• Prosa del Popocatépetl (2006)
• Cuenta de mis muertos (2006)

### Coauteur avec des peintres
• Mutaciones, Jaula, Incubaciones, con Arnaldo Coen y Mario Lavista (1980-81)
• El cubo de los cambios, con Arnaldo Coen (1982)
• Ciudad Rota, con Gabriel Macotela (1986)
• Casas en el aire, con Gabriel Macotela (1991)
• Autobiografía de la creación, con Manuel Felguérez (1992)
• mutaciones transmutaciones in/cubaciones, con Arnaldo Coen (1992)
• Tierra volando, con Gabriel Macotela (1992)
• Ángeles cardinales, con Roberto Cortázar (1993)
• Prosa del Popocatépetl, con Vicente Rojo (2003)

### Livrets d'opéra
• La rosa de Ariadna (1995)
• Orpheus in Underland (1996)
• Anhelo de amor (1997)
• En susurros los muertos (1998)
• Sol de movimiento (1999)

### Livres pour enfants et jeunes lecteurs
• La luciérnaga, antología para niños de la poesía mexicana (1983)
• Los vampiritos y el profesor (1986)
• La loquita frente al mar (1991)
• Esplendor de la América Antigua (1992)
• 24 poetas latinoamericanos (1997)
• Lecturas de poesía clásica, t. I (2000)
• Lecturas de poesía clásica, t. II (2001)
• El jardín de los pájaros (2005)
• El rey poeta (2006)

### Anthologies
• La rosa de los vientos, antología de la poesía mexicana actual (1992)

### Traductions
• Carmina Burana (1991)
• Memorias de un esqueleto a la intemperie, viaje del año 1684, de Matsúo Basho (1995)
• La voz humana, de Jean Cocteau (2001)
• El libro de Job (2006)
• Movimiento de traslación (2009)